# Franz Josef Gebert
Franz Josef Gebert (Schweich, 21 de fevereiro de 1949) é um clérigo alemão e bispo auxiliar emérito de Trier .

## Vida
Franz Josef Gebert se formou como filho de uma família de viticultores de Schweich treinados inicialmente como comerciante de vinhos. Ele então estudou em Trier e como Germanicum na Pontifícia Universidade Gregoriana, em Roma. Ele recebeu o em Roma, em 10 de outubro de 1977 sacramento da ordenação para a diocese de Trier  pelo Cardeal Joseph Hoffner . Sua ordenança da epístola a Pedro lê: "Sirva-se como bons mordomos da múltipla graça de Deus, cada um com o presente que recebeu".
De 1979 a 1981 foi capelão em Sinzig e depois secretário pessoal do bispo de Trier Hermann Josef Spital e capelão na Catedral de Trier. Em 1985, tornou-se um seminário Subregens of Trier e chefe de 1991 do antigo Departamento Pastoral Services no Vicariato Episcopal Geral. A partir de 1995, ele também foi cerimônia da catedral. Desde 2000, Franz Josef Gebert é presidente da Diocesan Caritas Association Trier. Em 2001, o Papa João Paulo II lhe concedeu o título honorário do Pontifício Prelado Honorário. Em 2002, foi nomeado cônego nomeado e, em 2004, ele foi reitor do Capítulo da Catedral de Trier. Em 2005, foi nomeado capitão honorário da Ordem de Malta.
Em 31 de maio de 2017 nomeou o papa Francis ao bispo titular de Vegesela em Bizacena e bispo auxiliar em Trier. [2] A ordenação episcopal recebeu seu bispo de Trier Stephan Ackermann em 3 de setembro do mesmo ano, na Catedral de Trier. Os co- conselheiros foram o arcebispo do Luxemburgo, Jean-Claude Hollerich SJ e o bispo auxiliar de Trier, Jörg Michael Peters. Na Conferência Episcopal Alemãele pertence à Comissão de Fé e à Comissão de Questões Sociais e Sociais.

## Links da Web
- Cheney, David M. «bishop» (em inglês). Catholic-Hierarchy.org
- Seite mit Lebenslauf, Bildergalerien und weiteren Informationen: www.bistum-trier.de/wb-gebert